# ماوريتسيو دانغلو
ماوريتسيو دانغلو (بالإيطالية: Maurizio D'Angelo)‏ هو لاعب كرة قدم ومدرب كرة قدم إيطالي، ولد في 29 سبتمبر 1969 في نابولي في إيطاليا. لعب مع كييفو فيرونا ونادي نابولي.

## وصلات خارجية
- ماوريتسيو دانغلو على موقع قاعدة بيانات كرة القدم.إي يو (الإنجليزية)
- ماوريتسيو دانغلو على موقع عالم كرة القدم.نت (الإنجليزية)